# Microsoft Office Live Meeting
Microsoft Office Live Meeting is een stopgezet product van Microsoft dat bedoeld is om 'vergaderingen op afstand' te houden. Het programma integreert zich in alle Office-applicaties aan de hand van een extra werkbalk, waardoor Live Meeting dan vanuit al deze applicaties gebruikt kan worden.
Het is de opvolger van het inmiddels niet meer bijgewerkte Microsoft NetMeeting.

## Versies
- Live Meeting 2003
- Microsoft Office Live Meeting 2005
- Microsoft Office Live Meeting 2007